# El Palo Alto

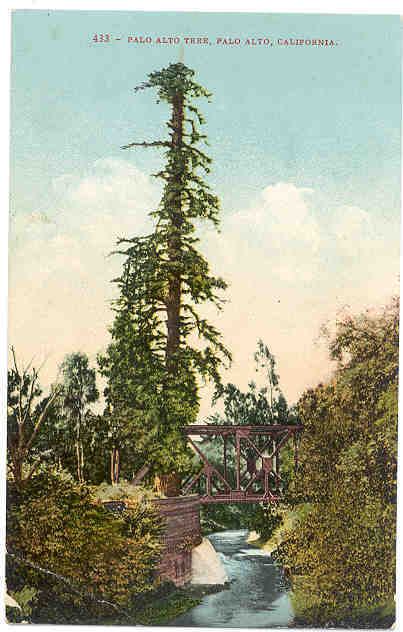
Bild på El Palo Alto från tiden kring 1910. Trädet var då i dålig kondition på grund av föroreningar från tåg med koldrivna ånglok.

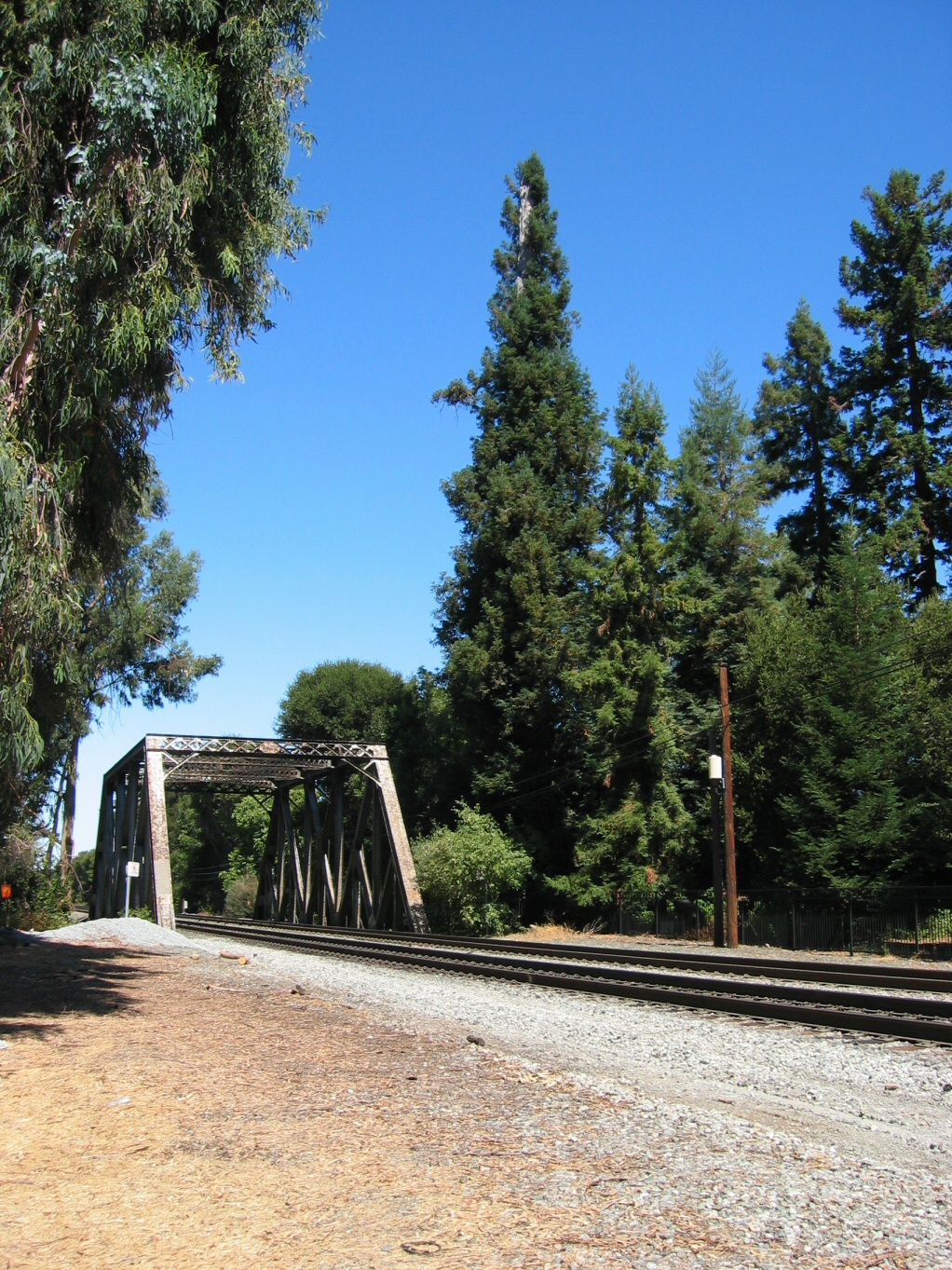
El Palo Alto som det såg ut kring 2004.

El Palo Alto är ett träd av typen amerikansk sekvoja som står i El Palo Alto Park nära San Francisquito Creek i Palo Alto i delstaten Kalifornien i USA. El Palo Alto är spanska och betyder ungefär "den höga pinnen".
El Palo Alto är nu 33,5 meter hög (jämfört med 41 meter år 1951). Det är 2,3 meter i diameter och trädkronans vidd är som mest 12 meter.
Trädet står som nummer 2 i den officiella listan över California Historical Landmarks.
År 1769 hade Gaspar de Portolà sitt läger vid trädet. Trädet var också flitigt besökt av olika indianstammar, till exempel Costanoan- och Ohlone-indianer och användes också som landmärke när man byggde den 966 kilometer långa California Mission Trail; en väg som förband de missionsstationer som spanjorerna hade för att säkra sina intressen i området.
Trädet avbildas på sigillet för Stanford University och på staden Palo Altos officiella vapen. Dess namn El Palo Alto antas ha gett upphov till stadens namn.
El Palo Alto tros ha vuxit på platsen sedan år 940 och rapporteras vara i bättre skick idag än för 100 år sedan.
En minnestavla vid trädets bas har följande inskription:
| ” | Under detta höga redwood-träd, Palo Alto, slog Portola och hans trupp läger från den 6 november till den 11 november 1769, under den expedition som upptäckte San Francisco Bay. Det var samlingspunkten för deras spaningstrupper. Här reste 1774 Padre Palou ett kors för att markera platsen för en planerad missionsstation (som senare byggdes vid Santa Clara). På Pedro Fonts berömda topografiska karta från 1776 fanns teckningen av det ursprungliga trädet med dubbel stam som gjorde Palo Alto till Kaliforniens första officiella levande landmärke. | „ |

### Fotnoter
1. ↑  Kjell Nilsson (8 augusti 2009). ”Folkets kärlek rostar aldrig”. Dagens nyheter. http://www.dn.se/arkiv/kultur/folkets-karlek-rostar-aldrig. Läst 29 januari 2016.